# Štět (materiál)
Štět je nestmelená kamenná podkladní vrstva pozemních komunikací, na niž se pokládá štěrk.

## Popis
Byla to podkladní vrstva z větších lomových kamenů zhruba jehlancovitého tvaru, šířky 100–150 mm, délky 150–300 mm a výšky 150–250 mm se čtyřúhelníkovou základnou. Kladly se ručně na stojato těsně k sobě, špičkou vzhůru a s delším rozměrem napříč vozovky, a to tak, aby se sousední řady pokud možno vázaly. Po vyštětování se špičky štětových kamenů, přečnívající přes předepsanou tloušťku, urazily palicí. Mezery mezi kameny se řádně vyklínovaly ostrými úlomky kamene tak, aby horní plocha štětu byla souvislá. Tlakem v klínovitých plochách kamenů byl vyvozován tlak do stran, který musela zadržovat dostatečně široká krajnice tzv. banket. 
Na štětovou vrstvu, asi 15–35 cm vysokou, se pokládal štěrk, který se s ní dobře svázal. Dnes můžeme na štětovou vazbu narazit již jen při rekonstrukcích starých vozovek, neboť v současnosti se již neprovádí. Štětovaná konstrukce byla vytlačena méně pracnou konstrukcí makadamovou. Štětová konstrukce se používá na zpevnění turistických chodníků, například stezka na Lysou Horu.
Štětování je také způsob ukládání kamene používaný na opevnění říčních koryt. Kámen o velikosti 150 mm až 300 mm urovnaný na stojato (se slabším koncem v líci) se zadusá do dna těžkými pěchy, aby kameny byly urovnány a pevně zapojeny. Smyslem této stěny je zpomalení toku vody.